# George B. Field
Pour les articles homonymes, voir Field et George Field.
George B. Field, né le 25 octobre 1929 à Providence, Rhode Island et mort le 31 juillet 2024, est un astrophysicien américain.

## Jeunesse
Field est né dans une famille juive à Providence, Rhode Island. Son père Winthrop Brooks Field et sa mère Pauline Woodworth Field sont respectivement diplômés de Harvard et de Radcliffe. Il s'intéresse à l'astronomie dès son plus jeune âge, mais à la demande de son père, il étudie le génie chimique au Massachusetts Institute of Technology. N'aimant pas l'ingénierie, il se tourne ensuite vers l'astrophysique. Après le MIT, il fréquente l'école doctorale de l'Université de Princeton.

## Carrière
Field travaille sur les oscillations de plasma et s'intéresse ensuite à la cosmologie. En 1973, il devient le directeur fondateur du Harvard-Smithsonian Center for Astrophysics, une structure organisationnelle innovante qui unifie le Smithsonian Astrophysical Observatory (une agence gouvernementale) et l'Observatoire de l'université Harvard (une institution privée) sous une direction unique. Field est directeur jusqu'en 1982, date à laquelle il est remplacé par Irwin Shapiro.
Au début des années 1980, Field préside une étude décennale influente de l'Académie nationale des sciences qui recommande des priorités pour la recherche astronomique américaine.
En 1978, il reçoit la Médaille Karl-Schwarzschild et en 2014, assure la Conférence Henry Norris Russell.